# Alejo Ducas Filantropeno
Alejo Ducas Filantropeno (en griego: Ἀλέξιος Δούκας Φιλανθρωπηνός; fallecido alrededor de 1275) fue un noble y distinguido almirante bizantino, con el cargo de protoestrator y después de megaduque, durante el reinado de Miguel VIII Paleólogo. Alejo tuvo una hija, María, que se casó con el protovestiario Miguel Tarcaniota. Su segundo hijo fue el pinkernes Alejo Filantropeno, un prominente general que ganó varias batallas contra los turcos, y que dirigió una fallida rebelión contra Andrónico II Paleólogo en 1295.
Filantropeno murió alrededor de 1275, siendo sucedido como megaduque por Licario.